# Gerő Lajos
Gerő Lajos, születési nevén Grün Lajos (Aszód, 1864. január 1. – Budapest, 1931. augusztus 3.) hírlapíró.

## Életútja
Grün Adolf és Goldstein Jusztina fiaként született. Nagyon fiatal korában lépett az újságírói pályára, már 1881-ben a Pesti Napló munkatársa lett, később a Budapesti Hírlaphoz került, ahol hosszú ideig dolgozott. Napról-napra (1891) című verses és Szegények (1892) című novellás kötetét a sajtó nagy elismeréssel fogadta. Szerkesztette a Millenium című kereskedelmi kiállítási és társadalmi közlönyt 1893. november 12-től néhány hétig. Az első világháború kitörése előtt vonult nyugalomba. A Magyar Lovaregyesület meghívta a könyvesek sorába és Gerő Lajos bukméker irodát nyitott, belesodródva ezáltal a fogadó életbe. A szerencse nem vette pártfogásába éppen a favoritjárás konjunktúrája köszöntött a könyvesekre és Gerő csalódottan és szegényen szállt ki a lóversenyfogadásból. A balsikerű vállalkozás után súlyos betegség támadta meg, látása mindjobban gyengült, nem tudta folytatni hivatását. A Korányi klinikán hunyt el, a Kozma utcai izraelita temetőben helyezték nyugalomra, Sziklay János búcsúztatta.
Költeményei a Magyar Szemlében (1890. Szt. Keyne forrása, ó-skót ballada, 1891. A tábori pap, Zedlitz után) sat.
Álneve: Szirmai.

## Munkája
- Napról-napra. Költemények. Budapest, 1891. (Ism. Magyar Állam 86. sz. és Vasárnapi Ujság 17. sz.)